# Psychologisches Gutachten
Bei einem psychologischen Gutachten handelt es sich um eine fachkundige Bewertung mit dem Ziel, psychische Komplikationen eines Sachverhaltes verständlich zu machen und Interventionen zu ermöglichen. Die Begutachtung übernimmt ein qualifizierter Sachverständiger. Bei Fragen der Psychopathologie ist dies in der Regel ein approbierter Arzt oder Psychotherapeut, bei Fragestellungen außerhalb der Heilkunde auch ein entsprechend anderweitig qualifizierter Sachverständiger, bspw. ein Psychologe oder Sozialpädagoge. Psychologische Gutachten haben den Anspruch objektiv, unabhängig und neutral zu sein. Allerdings fließen unweigerlich die Normen und Vorannahmen des Begutachtenden ein.

## Formen gutachterlicher Tätigkeit
Da psychologisch relevante Fragestellungen verschiedene Teilbereiche der wissenschaftlichen Psychologie (u. a. klinische Psychologie, forensische Psychologie, Wirtschaftspsychologie, Kommunikationspsychologie, Neuropsychologie) und benachbarter Fächer (bspw. Pädagogik, Kommunikationswissenschaft, Sozialarbeit) umfasst, gibt es eine entsprechend große Bandbreite an verschiedenen Formen von psychologisch relevanten Gutachten.

### Das psychologische Gutachten
Nach den Richtlinien des Berufsverbands Deutscher Psychologen gilt innerhalb der psychologischen Diagnostik, dass ein psychologisches Gutachten „eine wissenschaftliche Leistung (ist), die darin besteht, aufgrund wissenschaftlich anerkannter Methoden und Kriterien nach feststehenden Regeln der Gewinnung und Interpretation von Daten zu konkreten Fragestellungen Aussagen zu machen“. Man könne zudem das psychologische Gutachten von unten genannten Formen der Befunderhebung abgrenzen.

### Die gutachterliche Stellungnahme
Im Gegensatz zum psychologischen Gutachten ist die gutachterliche Stellungnahme eine aus der wissenschaftlichen Psychologie abgeleitete Antwort auf eine eingeschränkte Detailfrage. Die psychologische Stellungnahme stellt eine fachliche Bewertung eines bereits vorliegenden psychologischen Gutachtens oder einer gegebenen Fragestellung ohne eine eigene Datenerhebung dar. Der psychologische (Untersuchungs-)Befund ist eine für Nicht-Psychologen verständlich aufbereitete Aussage über Ergebnisse einer psychologischen Untersuchung. Das bedeutet, dass rein deskriptiv abgefasste Ergebnisse dargelegt werden.

### Gutachten mit psychologischem Bezug
Gutachterliche Stellungnahmen zu Fragestellungen, die psychologische Sachverhalte mit berücksichtigen – jedoch keine psychologische Diagnostik im engeren Sinne enthalten – sind rechtlich betrachtet keine „psychologischen Gutachten“. Derartige Gutachten, die bspw. im Bereich der Personalentwicklung, im Familienrecht und in der Berufsberatung zum Einsatz kommen, behandeln zwar oft psychologische Aspekte, erbringen jedoch keine psychologische Diagnostik im engeren Sinne.

## Standespolitische Kritik
Laut dem Berufsverband Deutscher Psychologinnen und Psychologen (BDP), stelle es ein Problem dar, dass sich quasi „in der Tat jeder“ zur Erstellung eines (rechts-)psychologischen Gutachtens anbieten dürfe. Allerdings müsse jeder Bewerber „dazu Unterlagen über seine Qualifikation und Berufserfahrung einreichen und wird vom Gericht dann entweder auf die Gutachterliste des jeweiligen Gerichts gesetzt oder nicht.“ Unter den Kandidaten seien nicht nur Psychologen, „sondern vor allem auch Ärzte, Pädagogen oder Sozialarbeiter oder sogar Heilpraktiker“. Für die Auswahl eines kompetenten Sachverständigen habe der BDP daher ein Register zertifizierter Rechtspsychologen geschaffen. Alle Gerichte könnten auf dieses Reservoir zugreifen, um die erforderliche Qualität der Gutachten sicherzustellen. Das Gesetz über das Verfahren in Familiensachen sieht für Verfahren in Betreuungssachen entgegen der Forderung des Berufsverbandes der Psychologen als Sachverständigen einen Arzt für Psychiatrie oder Arzt mit Erfahrung auf dem Gebiet der Psychiatrie vor (§ 280 FamFG).

## Qualitätsstandards für psychologisch-diagnostische Gutachten
Aus den Empfehlungen der Arbeitsgruppe "Qualitätsstandards für psychodiagnostische Gutachten im Auftrag der Deutschen Gesellschaft für Psychologie DGPs:

### Auftragsannahme
Die Auftragsannahme erfolgt erst nach positiver Prüfung
- der eigenen Sachkunde
- des zu erwartenden Erkenntnisgewinns für den Auftraggeber
- ob der Auftrag neutral (ergebnisoffen) bearbeitet werden kann
- ob der Auftrag mit den gesetzlichen Vorschriften sowie
- dem eigenen Gewissen vereinbar ist

### Psychologische Fragen
Die Herleitung der psychologischen Fragen
- erfolgt anhand wissenschaftlicher Erkenntnisse und anderer begründeter Annahmen
- wird im schriftlichen Gutachten explizit dargestellt
- begründet die Festlegung von Entscheidungskriterien für die Beantwortung der Fragen

### Verfahren
Die Verfahren zur Beantwortung der psychologischen Fragen
- sind zu den einzelnen psychologischen Fragen in Bezug zu setzen
- sind in ihrer Auswahl zu begründen und
- sind in der schriftlichen Darstellung exakt zu benennen

### Untersuchung
Der Verlauf der Untersuchung ist so zu dokumentieren, dass er eindeutig nachvollziehbar und ggf. wiederholbar ist.

### Ergebnisse
- Es werden nur die Ergebnisse berichtet, die zur Beantwortung der psychologischen Fragen nötig sind
- Es ist jeweils anzugeben, auf welchem Verfahren ein Ergebnis basiert
- Die Besonderheit der Verfahren wird bei der Darstellung der Ergebnisse berücksichtigt
- Die Ergebnisse werden adressatengerecht erläutert
- Die Verhaltensbeobachtung bei der Untersuchung (Testbearbeitung, Interview) ist notwendiger Bestandteil der Ergebnisse

### Interpretation der Ergebnisse
- Die Ergebnisse sind mit Bezug auf die psychologischen Fragen und die Fragestellung zu interpretieren
- Eine kritische Bewertung der individuellen Gültigkeit der einzelnen Ergebnisse ist vorzunehmen
- Alle für die psychologischen Fragen relevanten Ergebnisse sind bei der Interpretation zu berücksichtigen
- Widersprüche/Diskrepanzen zwischen einzelnen Ergebnissen sind besonders zu beachten. Stehen einzelnen Ergebnisse im Widerspruch zu einer Interpretation, erfordert das Festhalten an der Interpretation eine besondere Begründung
- Es ist zu prüfen, ob die vorgenommene Interpretation die einzig mögliche ist oder ob die vorhandenen Ergebnisse auch mit andern Interpretationen vereinbar sind. Ist das der Fall, erfordert das Festhalten an der Interpretation eine besondere Begründung
- Fakten (Ergebnisse) und deren Interpretation müssen voneinander abgegrenzt und deutlich unterscheidbar sein
- Interpretationen müssen ausführlich begründet werden. Der unter a) bis e) beschriebene Interpretationsprozess muss schriftlich nachvollzogen werden
- Bei allen Schlussfolgerungen ist anzugeben, auf welchen Ergebnissen sie basieren
- Nicht Aufklärbares ist zu benennen

### Beantwortung der Fragen des Auftraggebers
- Die Fragestellung des Auftraggebers ist vollständig zu beantworten
- Es werden nur Fragen beantwortet, die auch gestellt worden sind